# Repište
Repište é um município da Eslováquia localizado no distrito de Žiar nad Hronom, região de Banská Bystrica.

## Demografia
| Ano:        | 1994 | 2004   | 2014   | 2024   |
| ----------- | ---- | ------ | ------ | ------ |
| Broj ljudi: | 325  | 304    | 299    | 277    |
| Razlika:    |      | -6,46% | -1,64% | -7,35% |

| Ano:               | 2023 | 2024   |
| ------------------ | ---- | ------ |
| Número de pessoas: | 270  | 277    |
| Diferença:         |      | +2,59% |